# Alfredo Campoli
Alfredo Campoli (Roma, 20 ottobre 1906 – Princes Risborough, 27 marzo 1991) è stato un violinista inglese di origine italiana.
Trascorse la sua infanzia e gran parte della sua carriera in Inghilterra.

## Biografia
Alfredo Campoli è nato a Roma nel 1906; ebbe come maestro di violino suo padre Romeo, la spalla dell’orchestra del Teatro Massimo.  
Sua madre Elvira Celi era un soprano drammatico che si era esibita in tournée con Antonio Scotti ed Enrico Caruso, ma si era ritirata dalla attività musicale al momento della nascita di Alfredo. 
La sua famiglia si trasferì in Inghilterra nel 1911 e 5 anni dopo Campoli dava i primi concerti pubblici. Nel 1919 partecipa al London Music Festival e vince la Gold Medal per la sua interpretazione del Concerto di Mendelssohn. Campoli esordisce professionalmente in un recital il 18 maggio 1923 alla Wigmore Hall di Londra. In quel periodo effettuò diverse tournée con le cantanti Nellie Melba e Clara Butt.
Nonostante sia apparso nel repertorio standard, con orchestre sinfoniche, durante la Grande depressione, (1929) c’era poca richiesta di solisti; pur mantenendo la sua carriera di solista per la radio, Campoli si è rivolto alla musica leggera e ha formato l’ensemble ‘Salon Orchestra’ e il ‘Welbeck Light String Quartet’ per suonare nei ristoranti di Londra e altri luoghi simili.
Nel 1938 fa la sua prima apparizione ai concerti The Proms di Londra suonando il Concerto n. 1 di Paganini. Malgrado la sua interdizione in quanto ex cittadino italiano, durante la Seconda Guerra Mondiale tenne numerosi concerti per le truppe alleate. Dopo la guerra, ha esteso le sue tournée in Europa, nel Sud-Est asiatico, in Nuova Zelanda e in Australia, e continuò a suonare per la BBC, raggiungendo alla fine oltre 1.000 trasmissioni radiofoniche.
Ha fatto il suo debutto americano a New York nel 1953, interpretando la Symphonie espagnole di Édouard Lalo con la New York Philharmonic sotto George Szell. Arthur Bliss scrisse per lui il Concerto per violino (1953-55) e Campoli l’11 maggio 1955 diede la prima esecuzione con la BBC Symphony Orchestra diretta da Malcolm Sargent. Nel 1956 effettuò una lunga tournée in Unione Sovietica.
Il repertorio di Campoli era ampio e oltre a quello tradizionale comprendeva anche le principali opere dei compositori inglesi come Moeran, John Ireland, Bax, Bliss e Walton. 
Campoli possedeva due violini Stradivari, il ‘Baillot-Pommerau’ del 1694 e il ‘Dragonetti’ del 1706, tuttavia, utilizzò prevalentemente un Rocca del 1843.
L’eredità discografica di Campoli (prevalentemente per la HMV e Decca), è molto ampia, compresa una famosa registrazione del Concerto di Elgar. Campoli è apparso in diversi film.
All'inizio degli anni Sessanta Campoli viveva a Southgate (Londra). 
I suoi archivi sono conservati presso la Biblioteca Universitaria di Cambridge.